# Better Off Dead
Better Off Dead je čtvrté studiové album německé thrashmetalové skupiny Sodom. Bylo vydáno 1. října 1990 pod nezávislým vydavatelstvím Steamhammer/SPV.
Píseň „The Saw is the Law“ vyšla v alternativní verzi na EP The Saw is the Law v roce 1991.

## Seznam skladeb
Všechny skladby napsal(i) Všechny skladby napsal(i) Chris Witchhunter, Michael Hoffmann a Tom Angelripper, není-li uvedeno jinak.. 
| Pořadí         | Název                                            | Délka |
| -------------- | ------------------------------------------------ | ----- |
| 1.             | An Eye for an Eye                                | 4:25  |
| 2.             | Shellfire Defense                                | 4:23  |
| 3.             | The Saw Is the Law                               | 4:11  |
| 4.             | Turn Your Head Around (coververze písně od Tank) | 3:23  |
| 5.             | Capture the Flag                                 | 6:08  |
| 6.             | Cold Sweat (coververze písně od Thin Lizzy)      | 3:10  |
| 7.             | Bloodtrails                                      | 4:45  |
| 8.             | Never Healing Wound                              | 2:26  |
| 9.             | Better Off Dead                                  | 3:44  |
| 10.            | Resurrection                                     | 4:50  |
| 11.            | Tarred and Feathered                             | 3:02  |
| 12.            | Stalinorgel                                      | 4:41  |
| Celková délka: | Celková délka:                                   | 49:12 |

## Sestava
Sodom
- Tom Angelripper – baskytara, zpěv
- Michael Hoffmann – Kytara
- Chris Witchhunter – bicí

Produkce
- Andreas Marschall – obal
- Harris Johns – produkce, mix